# Tour de Hainan 2023
La 14e édition du Tour de Hainan (officiellement Tour of Hainan, chinois simplifié : 环海南岛国际公路自行车赛 ; chinois traditionnel : 環海南島國際公路自行車賽 ; pinyin : Huán Hǎinán Dǎo Guójì gōnglù zìxíngchē sài ; litt. « Tour cycliste routier international de l'île de Haïnan ») a lieu du 5 au 9 octobre 2023 en Chine. La course fait partie du calendrier UCI ProSeries 2023, le deuxième niveau du cyclisme international, en catégorie 2.Pro. Elle n'avait plus été organisée depuis 2018. 
Le tour est remporté par l'Espagnol Óscar Sevilla (Medellin EPM), âgé de 47 ans.
La dernière étape du Tour de Hainan précède de trois jours le début du Tour du Guangxi (UCI World Tour) couru dans la région autonome voisine du Guangxi.

## Présentation

### Parcours
La course se déroule sur l'île de Hainan, située en mer de Chine méridionale, au sud de la Chine, débute à Qionghai  et se termine à Sanya après cinq étapes et un total de 880,4 km.

### Équipes
Dix-huit équipes participent à ce Tour d'Hainan - quatre ProTeams, douze équipes continentales et deux équipes nationales :
| ProTeams (4)- Bolton Equities Black Spoke Pro Cycling - Israel-Premier Tech - Team Corratec-Selle Italia - Team Novo Nordisk Équipes continentales (12)- À Bloc CT - China Glory Continental Cycling Team - Hengxiang Cycling Team - HRE Mazowsze Serce Polski - Li Ning Star - Medellín-EPM - Pingtan International Tourism Island Cycling Team - Roojai Online Insurance - St George Continental Cycling Team - Terengganu Polygon Cycling Team - Tianyoude Hotel Cycling Team - Wuzhishan Cycling Team Équipes nationales (2)- Chine - Mongolie |
| |

## Étapes
| Étape     | Date   | Villes étapes                                   | type                      | Distance (km) | Dénivelé (m) | Vainqueur d'étape   | Leader du classement général |
| --------- | ------ | ----------------------------------------------- | ------------------------- | ------------- | ------------ | ------------------- | ---------------------------- |
| 1re étape | 5 oct. | Qionghai – Qionghai                             | étape de plaine           | 92,6          | 490 m        | George Jackson      | George Jackson               |
| 2e étape  | 6 oct. | Qionghai – Xian autonome li et miao de Baoting  | étape de moyenne montagne | 215,5         | 1 631 m      | Sebastian Berwick   | Sebastian Berwick            |
| 3e étape  | 7 oct. | Xian autonome li et miao de Baoting – Wuzhishan | étape de montagne         | 122,6         | 2 299 m      | James Piccoli       | Óscar Sevilla                |
| 4e étape  | 8 oct. | Wuzhishan – Xian autonome li de Changjiang      | étape de montagne         | 147,1         | 2 253 m      | Nicolas Dalla Valle | Óscar Sevilla                |
| 5e étape  | 9 oct. | Xian autonome li de Changjiang – Sanya          | étape vallonnée           | 203,3         | 2 390 m      | Jesper Rasch        | Óscar Sevilla                |

## Déroulement de la course

### 1reétape
| \| Classement de l'étape \| Classement de l'étape \| Classement de l'étape \| Classement de l'étape \| Classement de l'étape \| \| Coureur \| Coureur \| Pays \| Équipe \| Temps \| \| --------------------- \| ---------------------- \| --------------------- \| --------------------------------------- \| --------------------- \| \| 1er \| George Jackson \| Nouvelle-Zélande \| Bolton Equities Black Spoke Pro Cycling \| 2 h 01 min 38 s \| \| 2e \| Nicolas Dalla Valle \| Italie \| Team Corratec-Selle Italia \| + 0 s \| \| 3e \| Lucas Carstensen \| Allemagne \| Roojai Online Insurance \| + 0 s \| \| 4e \| Harrif Salleh \| Malaisie \| Terengganu Polygon Cycling Team \| + 0 s \| \| 5e \| Zhi Hui Jiang \| Chine \| Li Ning Star \| + 0 s \| \| 6e \| Norbert Banaszek \| Pologne \| HRE Mazowsze Serce Polski \| + 0 s \| \| 7e \| Valerio Conti \| Italie \| Team Corratec-Selle Italia \| + 0 s \| \| 8e \| Dylan Hopkins \| Australie \| Ljubljana Gusto Santic \| + 0 s \| \| 9e \| Polychrónis Tzortzákis \| Grèce \| Roojai Online Insurance \| + 0 s \| \| 10e \| Taj Jones \| Australie \| Israel-Premier Tech \| + 0 s \| |                        |                  |                                         |                 |
| |                        |                  |                                         |                 |
| Source : ProCyclingStats |                        |                  |                                         |                 |
| Classement de l'étape |                        |                  |                                         |                 |
| Coureur | Coureur                | Pays             | Équipe                                  | Temps           |
| 1er | George Jackson         | Nouvelle-Zélande | Bolton Equities Black Spoke Pro Cycling | 2 h 01 min 38 s |
| 2e | Nicolas Dalla Valle    | Italie           | Team Corratec-Selle Italia              | + 0 s           |
| 3e | Lucas Carstensen       | Allemagne        | Roojai Online Insurance                 | + 0 s           |
| 4e | Harrif Salleh          | Malaisie         | Terengganu Polygon Cycling Team         | + 0 s           |
| 5e | Zhi Hui Jiang          | Chine            | Li Ning Star                            | + 0 s           |
| 6e | Norbert Banaszek       | Pologne          | HRE Mazowsze Serce Polski               | + 0 s           |
| 7e | Valerio Conti          | Italie           | Team Corratec-Selle Italia              | + 0 s           |
| 8e | Dylan Hopkins          | Australie        | Ljubljana Gusto Santic                  | + 0 s           |
| 9e | Polychrónis Tzortzákis | Grèce            | Roojai Online Insurance                 | + 0 s           |
| 10e | Taj Jones              | Australie        | Israel-Premier Tech                     | + 0 s           |

| \| Classement général \| Classement général \| Classement général \| Classement général \| Classement général \| \| Coureur \| Coureur \| Pays \| Équipe \| Temps \| \| ------------------ \| ------------------- \| ------------------ \| --------------------------------------- \| ------------------ \| \| 1er \| George Jackson \| Nouvelle-Zélande \| Bolton Equities Black Spoke Pro Cycling \| 2 h 01 min 28 s \| \| 2e \| Nicolas Dalla Valle \| Italie \| Team Corratec-Selle Italia \| + 4 s \| \| 3e \| Lucas Carstensen \| Allemagne \| Roojai Online Insurance \| + 6 s \| \| 4e \| Lorenzo Quartucci \| Italie \| Team Corratec-Selle Italia \| + 7 s \| \| 5e \| Māris Bogdanovičs \| Lettonie \| Hengxiang Cycling Team \| + 8 s \| \| 6e \| Tom Sexton \| Nouvelle-Zélande \| Bolton Equities Black Spoke Pro Cycling \| + 9 s \| \| 7e \| Harrif Salleh \| Malaisie \| Terengganu Polygon Cycling Team \| + 10 s \| \| 8e \| Zhi Hui Jiang \| Chine \| Li Ning Star \| + 10 s \| \| 9e \| Norbert Banaszek \| Pologne \| HRE Mazowsze Serce Polski \| + 10 s \| \| 10e \| Valerio Conti \| Italie \| Team Corratec-Selle Italia \| + 10 s \| |                     |                  |                                         |                 |
| |                     |                  |                                         |                 |
| Source : ProCyclingStats |                     |                  |                                         |                 |
| Classement général |                     |                  |                                         |                 |
| Coureur | Coureur             | Pays             | Équipe                                  | Temps           |
| 1er | George Jackson      | Nouvelle-Zélande | Bolton Equities Black Spoke Pro Cycling | 2 h 01 min 28 s |
| 2e | Nicolas Dalla Valle | Italie           | Team Corratec-Selle Italia              | + 4 s           |
| 3e | Lucas Carstensen    | Allemagne        | Roojai Online Insurance                 | + 6 s           |
| 4e | Lorenzo Quartucci   | Italie           | Team Corratec-Selle Italia              | + 7 s           |
| 5e | Māris Bogdanovičs   | Lettonie         | Hengxiang Cycling Team                  | + 8 s           |
| 6e | Tom Sexton          | Nouvelle-Zélande | Bolton Equities Black Spoke Pro Cycling | + 9 s           |
| 7e | Harrif Salleh       | Malaisie         | Terengganu Polygon Cycling Team         | + 10 s          |
| 8e | Zhi Hui Jiang       | Chine            | Li Ning Star                            | + 10 s          |
| 9e | Norbert Banaszek    | Pologne          | HRE Mazowsze Serce Polski               | + 10 s          |
| 10e | Valerio Conti       | Italie           | Team Corratec-Selle Italia              | + 10 s          |

### 2eétape
| \| Classement de l'étape \| Classement de l'étape \| Classement de l'étape \| Classement de l'étape \| Classement de l'étape \| \| Coureur \| Coureur \| Pays \| Équipe \| Temps \| \| --------------------- \| --------------------- \| --------------------- \| --------------------------------------- \| --------------------- \| \| 1er \| Sebastian Berwick \| Australie \| Israel-Premier Tech \| 4 h 53 min 28 s \| \| 2e \| Óscar Sevilla \| Espagne \| Medellín-EPM \| + 0 s \| \| 3e \| Ben Hermans \| Belgique \| Israel-Premier Tech \| + 0 s \| \| 4e \| Valerio Conti \| Italie \| Team Corratec-Selle Italia \| + 0 s \| \| 5e \| Cristian Raileanu \| Roumanie \| Hengxiang Cycling Team \| + 0 s \| \| 6e \| Mason Hollyman \| Royaume-Uni \| Israel-Premier Tech \| + 3 s \| \| 7e \| Josh Burnett \| Nouvelle-Zélande \| Bolton Equities Black Spoke Pro Cycling \| + 0 s \| \| 8e \| Julien Trarieux \| France \| China Glory Continental Cycling Team \| + 3 s \| \| 9e \| James Piccoli \| Canada \| China Glory Continental Cycling Team \| + 5 s \| \| 10e \| Adne van Engelen \| Pays-Bas \| Roojai Online Insurance \| + 9 s \| |                   |                  |                                         |                 |
| |                   |                  |                                         |                 |
| Source : ProCyclingStats |                   |                  |                                         |                 |
| Classement de l'étape |                   |                  |                                         |                 |
| Coureur | Coureur           | Pays             | Équipe                                  | Temps           |
| 1er | Sebastian Berwick | Australie        | Israel-Premier Tech                     | 4 h 53 min 28 s |
| 2e | Óscar Sevilla     | Espagne          | Medellín-EPM                            | + 0 s           |
| 3e | Ben Hermans       | Belgique         | Israel-Premier Tech                     | + 0 s           |
| 4e | Valerio Conti     | Italie           | Team Corratec-Selle Italia              | + 0 s           |
| 5e | Cristian Raileanu | Roumanie         | Hengxiang Cycling Team                  | + 0 s           |
| 6e | Mason Hollyman    | Royaume-Uni      | Israel-Premier Tech                     | + 3 s           |
| 7e | Josh Burnett      | Nouvelle-Zélande | Bolton Equities Black Spoke Pro Cycling | + 0 s           |
| 8e | Julien Trarieux   | France           | China Glory Continental Cycling Team    | + 3 s           |
| 9e | James Piccoli     | Canada           | China Glory Continental Cycling Team    | + 5 s           |
| 10e | Adne van Engelen  | Pays-Bas         | Roojai Online Insurance                 | + 9 s           |

| \| Classement général \| Classement général \| Classement général \| Classement général \| Classement général \| \| Coureur \| Coureur \| Pays \| Équipe \| Temps \| \| ------------------ \| ------------------ \| ------------------ \| --------------------------------------- \| ------------------ \| \| 1er \| Sebastian Berwick \| Australie \| Israel-Premier Tech \| 6 h 54 min 56 s \| \| 2e \| Óscar Sevilla \| Espagne \| Medellín-EPM \| + 1 s \| \| 3e \| Ben Hermans \| Belgique \| Israel-Premier Tech \| + 6 s \| \| 4e \| Cristian Raileanu \| Roumanie \| Hengxiang Cycling Team \| + 9 s \| \| 5e \| Valerio Conti \| Italie \| Team Corratec-Selle Italia \| + 10 s \| \| 6e \| Julien Trarieux \| France \| China Glory Continental Cycling Team \| + 13 s \| \| 7e \| Mason Hollyman \| Royaume-Uni \| Israel-Premier Tech \| + 13 s \| \| 8e \| Josh Burnett \| Nouvelle-Zélande \| Bolton Equities Black Spoke Pro Cycling \| + 13 s \| \| 9e \| James Piccoli \| Canada \| China Glory Continental Cycling Team \| + 15 s \| \| 10e \| Lorenzo Quartucci \| Italie \| Team Corratec-Selle Italia \| + 17 s \| |                   |                  |                                         |                 |
| |                   |                  |                                         |                 |
| Source : ProCyclingStats |                   |                  |                                         |                 |
| Classement général |                   |                  |                                         |                 |
| Coureur | Coureur           | Pays             | Équipe                                  | Temps           |
| 1er | Sebastian Berwick | Australie        | Israel-Premier Tech                     | 6 h 54 min 56 s |
| 2e | Óscar Sevilla     | Espagne          | Medellín-EPM                            | + 1 s           |
| 3e | Ben Hermans       | Belgique         | Israel-Premier Tech                     | + 6 s           |
| 4e | Cristian Raileanu | Roumanie         | Hengxiang Cycling Team                  | + 9 s           |
| 5e | Valerio Conti     | Italie           | Team Corratec-Selle Italia              | + 10 s          |
| 6e | Julien Trarieux   | France           | China Glory Continental Cycling Team    | + 13 s          |
| 7e | Mason Hollyman    | Royaume-Uni      | Israel-Premier Tech                     | + 13 s          |
| 8e | Josh Burnett      | Nouvelle-Zélande | Bolton Equities Black Spoke Pro Cycling | + 13 s          |
| 9e | James Piccoli     | Canada           | China Glory Continental Cycling Team    | + 15 s          |
| 10e | Lorenzo Quartucci | Italie           | Team Corratec-Selle Italia              | + 17 s          |

### 3eétape
| \| Classement de l'étape \| Classement de l'étape \| Classement de l'étape \| Classement de l'étape \| Classement de l'étape \| \| Coureur \| Coureur \| Pays \| Équipe \| Temps \| \| --------------------- \| --------------------- \| --------------------- \| --------------------------------------- \| --------------------- \| \| 1er \| James Piccoli \| Canada \| China Glory Continental Cycling Team \| 3 h 08 min 34 s \| \| 2e \| Óscar Sevilla \| Espagne \| Medellín-EPM \| + 2 s \| \| 3e \| Sebastian Berwick \| Australie \| Israel-Premier Tech \| + 2 s \| \| 4e \| Valerio Conti \| Italie \| Team Corratec-Selle Italia \| + 2 s \| \| 5e \| Ben Hermans \| Belgique \| Israel-Premier Tech \| + 4 s \| \| 6e \| Julien Trarieux \| France \| China Glory Continental Cycling Team \| + 38 s \| \| 7e \| Lorenzo Quartucci \| Italie \| Team Corratec-Selle Italia \| + 38 s \| \| 8e \| David Lozano \| Espagne \| Team Novo Nordisk \| + 38 s \| \| 9e \| Josh Burnett \| Nouvelle-Zélande \| Bolton Equities Black Spoke Pro Cycling \| + 38 s \| \| 10e \| Mason Hollyman \| Royaume-Uni \| Israel-Premier Tech \| + 38 s \| |                   |                  |                                         |                 |
| |                   |                  |                                         |                 |
| Source : ProCyclingStats |                   |                  |                                         |                 |
| Classement de l'étape |                   |                  |                                         |                 |
| Coureur | Coureur           | Pays             | Équipe                                  | Temps           |
| 1er | James Piccoli     | Canada           | China Glory Continental Cycling Team    | 3 h 08 min 34 s |
| 2e | Óscar Sevilla     | Espagne          | Medellín-EPM                            | + 2 s           |
| 3e | Sebastian Berwick | Australie        | Israel-Premier Tech                     | + 2 s           |
| 4e | Valerio Conti     | Italie           | Team Corratec-Selle Italia              | + 2 s           |
| 5e | Ben Hermans       | Belgique         | Israel-Premier Tech                     | + 4 s           |
| 6e | Julien Trarieux   | France           | China Glory Continental Cycling Team    | + 38 s          |
| 7e | Lorenzo Quartucci | Italie           | Team Corratec-Selle Italia              | + 38 s          |
| 8e | David Lozano      | Espagne          | Team Novo Nordisk                       | + 38 s          |
| 9e | Josh Burnett      | Nouvelle-Zélande | Bolton Equities Black Spoke Pro Cycling | + 38 s          |
| 10e | Mason Hollyman    | Royaume-Uni      | Israel-Premier Tech                     | + 38 s          |

| \| Classement général \| Classement général \| Classement général \| Classement général \| Classement général \| \| Coureur \| Coureur \| Pays \| Équipe \| Temps \| \| ------------------ \| ------------------ \| ------------------ \| --------------------------------------- \| ------------------ \| \| 1er \| Óscar Sevilla \| Espagne \| Medellín-EPM \| 10 h 03 min 27 s \| \| 2e \| Sebastian Berwick \| Australie \| Israel-Premier Tech \| + 1 s \| \| 3e \| James Piccoli \| Canada \| China Glory Continental Cycling Team \| + 8 s \| \| 4e \| Ben Hermans \| Belgique \| Israel-Premier Tech \| + 13 s \| \| 5e \| Valerio Conti \| Italie \| Team Corratec-Selle Italia \| + 15 s \| \| 6e \| Cristian Raileanu \| Roumanie \| Hengxiang Cycling Team \| + 50 s \| \| 7e \| Julien Trarieux \| France \| China Glory Continental Cycling Team \| + 54 s \| \| 8e \| Mason Hollyman \| Royaume-Uni \| Israel-Premier Tech \| + 54 s \| \| 9e \| Josh Burnett \| Nouvelle-Zélande \| Bolton Equities Black Spoke Pro Cycling \| + 54 s \| \| 10e \| Lorenzo Quartucci \| Italie \| Team Corratec-Selle Italia \| + 58 s \| |                   |                  |                                         |                  |
| |                   |                  |                                         |                  |
| Source : ProCyclingStats |                   |                  |                                         |                  |
| Classement général |                   |                  |                                         |                  |
| Coureur | Coureur           | Pays             | Équipe                                  | Temps            |
| 1er | Óscar Sevilla     | Espagne          | Medellín-EPM                            | 10 h 03 min 27 s |
| 2e | Sebastian Berwick | Australie        | Israel-Premier Tech                     | + 1 s            |
| 3e | James Piccoli     | Canada           | China Glory Continental Cycling Team    | + 8 s            |
| 4e | Ben Hermans       | Belgique         | Israel-Premier Tech                     | + 13 s           |
| 5e | Valerio Conti     | Italie           | Team Corratec-Selle Italia              | + 15 s           |
| 6e | Cristian Raileanu | Roumanie         | Hengxiang Cycling Team                  | + 50 s           |
| 7e | Julien Trarieux   | France           | China Glory Continental Cycling Team    | + 54 s           |
| 8e | Mason Hollyman    | Royaume-Uni      | Israel-Premier Tech                     | + 54 s           |
| 9e | Josh Burnett      | Nouvelle-Zélande | Bolton Equities Black Spoke Pro Cycling | + 54 s           |
| 10e | Lorenzo Quartucci | Italie           | Team Corratec-Selle Italia              | + 58 s           |

### 4eétape
| \| Classement de l'étape \| Classement de l'étape \| Classement de l'étape \| Classement de l'étape \| Classement de l'étape \| \| Coureur \| Coureur \| Pays \| Équipe \| Temps \| \| --------------------- \| --------------------- \| --------------------- \| ------------------------------------------------- \| --------------------- \| \| 1er \| Nicolas Dalla Valle \| Italie \| Team Corratec-Selle Italia \| 3 h 30 min 18 s \| \| 2e \| Julien Trarieux \| France \| China Glory Continental Cycling Team \| + 0 s \| \| 3e \| George Jackson \| Nouvelle-Zélande \| Bolton Equities Black Spoke Pro Cycling \| + 0 s \| \| 4e \| Norbert Banaszek \| Pologne \| HRE Mazowsze Serce Polski \| + 0 s \| \| 5e \| Marcin Budziński \| Pologne \| HRE Mazowsze Serce Polski \| + 0 s \| \| 6e \| Cristian Raileanu \| Roumanie \| Hengxiang Cycling Team \| + 0 s \| \| 7e \| Viktor Potočki \| Croatie \| Ljubljana Gusto Santic \| + 0 s \| \| 8e \| Hamish Beadle \| Nouvelle-Zélande \| Team Novo Nordisk \| + 0 s \| \| 9e \| Roman Maikin \| Bannière neutre \| Pingtan International Tourism Island Cycling Team \| + 0 s \| \| 10e \| Māris Bogdanovičs \| Lettonie \| Hengxiang Cycling Team \| + 0 s \| |                     |                  |                                                   |                 |
| |                     |                  |                                                   |                 |
| Source : ProCyclingStats |                     |                  |                                                   |                 |
| Classement de l'étape |                     |                  |                                                   |                 |
| Coureur | Coureur             | Pays             | Équipe                                            | Temps           |
| 1er | Nicolas Dalla Valle | Italie           | Team Corratec-Selle Italia                        | 3 h 30 min 18 s |
| 2e | Julien Trarieux     | France           | China Glory Continental Cycling Team              | + 0 s           |
| 3e | George Jackson      | Nouvelle-Zélande | Bolton Equities Black Spoke Pro Cycling           | + 0 s           |
| 4e | Norbert Banaszek    | Pologne          | HRE Mazowsze Serce Polski                         | + 0 s           |
| 5e | Marcin Budziński    | Pologne          | HRE Mazowsze Serce Polski                         | + 0 s           |
| 6e | Cristian Raileanu   | Roumanie         | Hengxiang Cycling Team                            | + 0 s           |
| 7e | Viktor Potočki      | Croatie          | Ljubljana Gusto Santic                            | + 0 s           |
| 8e | Hamish Beadle       | Nouvelle-Zélande | Team Novo Nordisk                                 | + 0 s           |
| 9e | Roman Maikin        | Bannière neutre  | Pingtan International Tourism Island Cycling Team | + 0 s           |
| 10e | Māris Bogdanovičs   | Lettonie         | Hengxiang Cycling Team                            | + 0 s           |

| \| Classement général \| Classement général \| Classement général \| Classement général \| Classement général \| \| Coureur \| Coureur \| Pays \| Équipe \| Temps \| \| ------------------ \| ------------------ \| ------------------ \| --------------------------------------- \| ------------------ \| \| 1er \| Óscar Sevilla \| Espagne \| Medellín-EPM \| 13 h 33 min 45 s \| \| 2e \| Sebastian Berwick \| Australie \| Israel-Premier Tech \| + 1 s \| \| 3e \| James Piccoli \| Canada \| China Glory Continental Cycling Team \| + 8 s \| \| 4e \| Ben Hermans \| Belgique \| Israel-Premier Tech \| + 13 s \| \| 5e \| Valerio Conti \| Italie \| Team Corratec-Selle Italia \| + 15 s \| \| 6e \| Julien Trarieux \| France \| China Glory Continental Cycling Team \| + 48 s \| \| 7e \| Cristian Raileanu \| Roumanie \| Hengxiang Cycling Team \| + 50 s \| \| 8e \| Josh Burnett \| Nouvelle-Zélande \| Bolton Equities Black Spoke Pro Cycling \| + 53 s \| \| 9e \| Mason Hollyman \| Royaume-Uni \| Israel-Premier Tech \| + 54 s \| \| 10e \| Lorenzo Quartucci \| Italie \| Team Corratec-Selle Italia \| + 55 s \| |                   |                  |                                         |                  |
| |                   |                  |                                         |                  |
| Source : ProCyclingStats |                   |                  |                                         |                  |
| Classement général |                   |                  |                                         |                  |
| Coureur | Coureur           | Pays             | Équipe                                  | Temps            |
| 1er | Óscar Sevilla     | Espagne          | Medellín-EPM                            | 13 h 33 min 45 s |
| 2e | Sebastian Berwick | Australie        | Israel-Premier Tech                     | + 1 s            |
| 3e | James Piccoli     | Canada           | China Glory Continental Cycling Team    | + 8 s            |
| 4e | Ben Hermans       | Belgique         | Israel-Premier Tech                     | + 13 s           |
| 5e | Valerio Conti     | Italie           | Team Corratec-Selle Italia              | + 15 s           |
| 6e | Julien Trarieux   | France           | China Glory Continental Cycling Team    | + 48 s           |
| 7e | Cristian Raileanu | Roumanie         | Hengxiang Cycling Team                  | + 50 s           |
| 8e | Josh Burnett      | Nouvelle-Zélande | Bolton Equities Black Spoke Pro Cycling | + 53 s           |
| 9e | Mason Hollyman    | Royaume-Uni      | Israel-Premier Tech                     | + 54 s           |
| 10e | Lorenzo Quartucci | Italie           | Team Corratec-Selle Italia              | + 55 s           |

### 5eétape
| \| Classement de l'étape \| Classement de l'étape \| Classement de l'étape \| Classement de l'étape \| Classement de l'étape \| \| Coureur \| Coureur \| Pays \| Équipe \| Temps \| \| --------------------- \| ---------------------- \| --------------------- \| --------------------------------------- \| --------------------- \| \| 1er \| Jesper Rasch \| Pays-Bas \| À Bloc CT \| 4 h 29 min 14 s \| \| 2e \| Itamar Einhorn \| Israël \| Israel-Premier Tech \| + 0 s \| \| 3e \| Nicolas Dalla Valle \| Italie \| Team Corratec-Selle Italia \| + 0 s \| \| 4e \| Norbert Banaszek \| Pologne \| HRE Mazowsze Serce Polski \| + 0 s \| \| 5e \| Māris Bogdanovičs \| Lettonie \| Hengxiang Cycling Team \| + 0 s \| \| 6e \| Tom Sexton \| Nouvelle-Zélande \| Bolton Equities Black Spoke Pro Cycling \| + 0 s \| \| 7e \| Nick Kergozou \| Nouvelle-Zélande \| St George Continental Cycling Team \| + 0 s \| \| 8e \| Viktor Potočki \| Croatie \| Ljubljana Gusto Santic \| + 0 s \| \| 9e \| Polychrónis Tzortzákis \| Grèce \| Roojai Online Insurance \| + 0 s \| \| 10e \| Marcin Budziński \| Pologne \| HRE Mazowsze Serce Polski \| + 0 s \| |                        |                  |                                         |                 |
| |                        |                  |                                         |                 |
| Source : ProCyclingStats |                        |                  |                                         |                 |
| Classement de l'étape |                        |                  |                                         |                 |
| Coureur | Coureur                | Pays             | Équipe                                  | Temps           |
| 1er | Jesper Rasch           | Pays-Bas         | À Bloc CT                               | 4 h 29 min 14 s |
| 2e | Itamar Einhorn         | Israël           | Israel-Premier Tech                     | + 0 s           |
| 3e | Nicolas Dalla Valle    | Italie           | Team Corratec-Selle Italia              | + 0 s           |
| 4e | Norbert Banaszek       | Pologne          | HRE Mazowsze Serce Polski               | + 0 s           |
| 5e | Māris Bogdanovičs      | Lettonie         | Hengxiang Cycling Team                  | + 0 s           |
| 6e | Tom Sexton             | Nouvelle-Zélande | Bolton Equities Black Spoke Pro Cycling | + 0 s           |
| 7e | Nick Kergozou          | Nouvelle-Zélande | St George Continental Cycling Team      | + 0 s           |
| 8e | Viktor Potočki         | Croatie          | Ljubljana Gusto Santic                  | + 0 s           |
| 9e | Polychrónis Tzortzákis | Grèce            | Roojai Online Insurance                 | + 0 s           |
| 10e | Marcin Budziński       | Pologne          | HRE Mazowsze Serce Polski               | + 0 s           |

## Classement général final
| \| Classement général \| Classement général \| Classement général \| Classement général \| Classement général \| \| Coureur \| Coureur \| Pays \| Équipe \| Temps \| \| ------------------ \| ------------------ \| ------------------ \| --------------------------------------- \| ------------------ \| \| 1er \| Óscar Sevilla \| Espagne \| Medellín-EPM \| 18 h 02 min 59 s \| \| 2e \| Sebastian Berwick \| Australie \| Israel-Premier Tech \| + 1 s \| \| 3e \| James Piccoli \| Canada \| China Glory Continental Cycling Team \| + 8 s \| \| 4e \| Ben Hermans \| Belgique \| Israel-Premier Tech \| + 13 s \| \| 5e \| Valerio Conti \| Italie \| Team Corratec-Selle Italia \| + 15 s \| \| 6e \| Julien Trarieux \| France \| China Glory Continental Cycling Team \| + 48 s \| \| 7e \| Cristian Raileanu \| Roumanie \| Hengxiang Cycling Team \| + 50 s \| \| 8e \| Josh Burnett \| Nouvelle-Zélande \| Bolton Equities Black Spoke Pro Cycling \| + 53 s \| \| 9e \| Mason Hollyman \| Royaume-Uni \| Israel-Premier Tech \| + 54 s \| \| 10e \| Lorenzo Quartucci \| Italie \| Team Corratec-Selle Italia \| + 55 s \| |                   |                  |                                         |                  |
| |                   |                  |                                         |                  |
| Source : ProCyclingStats |                   |                  |                                         |                  |
| Classement général |                   |                  |                                         |                  |
| Coureur | Coureur           | Pays             | Équipe                                  | Temps            |
| 1er | Óscar Sevilla     | Espagne          | Medellín-EPM                            | 18 h 02 min 59 s |
| 2e | Sebastian Berwick | Australie        | Israel-Premier Tech                     | + 1 s            |
| 3e | James Piccoli     | Canada           | China Glory Continental Cycling Team    | + 8 s            |
| 4e | Ben Hermans       | Belgique         | Israel-Premier Tech                     | + 13 s           |
| 5e | Valerio Conti     | Italie           | Team Corratec-Selle Italia              | + 15 s           |
| 6e | Julien Trarieux   | France           | China Glory Continental Cycling Team    | + 48 s           |
| 7e | Cristian Raileanu | Roumanie         | Hengxiang Cycling Team                  | + 50 s           |
| 8e | Josh Burnett      | Nouvelle-Zélande | Bolton Equities Black Spoke Pro Cycling | + 53 s           |
| 9e | Mason Hollyman    | Royaume-Uni      | Israel-Premier Tech                     | + 54 s           |
| 10e | Lorenzo Quartucci | Italie           | Team Corratec-Selle Italia              | + 55 s           |

### Classements annexes
| Classement par points | Classement par points | Classement par points | Classement par points                   | Classement par points |
| Coureur               | Coureur               | Pays                  | Équipe                                  | Points                |
| --------------------- | --------------------- | --------------------- | --------------------------------------- | --------------------- |
| 1er                   | Nicolas Dalla Valle   | Italie                | Team Corratec-Selle Italia              | 47 pts                |
| 2e                    | Julien Trarieux       | France                | China Glory Continental Cycling Team    | 37 pts                |
| 3e                    | Sebastian Berwick     | Australie             | Israel-Premier Tech                     | 35 pts                |
| 4e                    | George Jackson        | Nouvelle-Zélande      | Bolton Equities Black Spoke Pro Cycling | 34 pts                |
| 5e                    | Valerio Conti         | Italie                | Team Corratec-Selle Italia              | 34 pts                |
| 6e                    | Norbert Banaszek      | Pologne               | HRE Mazowsze Serce Polski               | 34 pts                |
| 7e                    | Óscar Sevilla         | Espagne               | Medellín-EPM                            | 33 pts                |
| 8e                    | Cristian Raileanu     | Roumanie              | Hengxiang Cycling Team                  | 26 pts                |
| 9e                    | James Piccoli         | Canada                | China Glory Continental Cycling Team    | 24 pts                |
| 10e                   | Lorenzo Quartucci     | Italie                | Team Corratec-Selle Italia              | 24 pts                |

| Classement par points | Classement par points | Classement par points | Classement par points                   | Classement par points |
| Coureur               | Coureur               | Pays                  | Équipe                                  | Points                |
| --------------------- | --------------------- | --------------------- | --------------------------------------- | --------------------- |
| 1er                   | Nicolas Dalla Valle   | Italie                | Team Corratec-Selle Italia              | 47 pts                |
| 2e                    | Julien Trarieux       | France                | China Glory Continental Cycling Team    | 37 pts                |
| 3e                    | Sebastian Berwick     | Australie             | Israel-Premier Tech                     | 35 pts                |
| 4e                    | George Jackson        | Nouvelle-Zélande      | Bolton Equities Black Spoke Pro Cycling | 34 pts                |
| 5e                    | Valerio Conti         | Italie                | Team Corratec-Selle Italia              | 34 pts                |
| 6e                    | Norbert Banaszek      | Pologne               | HRE Mazowsze Serce Polski               | 34 pts                |
| 7e                    | Óscar Sevilla         | Espagne               | Medellín-EPM                            | 33 pts                |
| 8e                    | Cristian Raileanu     | Roumanie              | Hengxiang Cycling Team                  | 26 pts                |
| 9e                    | James Piccoli         | Canada                | China Glory Continental Cycling Team    | 24 pts                |
| 10e                   | Lorenzo Quartucci     | Italie                | Team Corratec-Selle Italia              | 24 pts                |

| Classement de la montagne | Classement de la montagne | Classement de la montagne | Classement de la montagne            | Classement de la montagne |
| Coureur                   | Coureur                   | Pays                      | Équipe                               | Points                    |
| ------------------------- | ------------------------- | ------------------------- | ------------------------------------ | ------------------------- |
| 1er                       | Michał Pomorski           | Pologne                   | HRE Mazowsze Serce Polski            | 19 pts                    |
| 2e                        | Óscar Sevilla             | Espagne                   | Medellín-EPM                         | 18 pts                    |
| 3e                        | Wilmar Paredes            | Colombie                  | Medellín-EPM                         | 17 pts                    |
| 4e                        | Jelle Johannink           | Pays-Bas                  | À Bloc CT                            | 17 pts                    |
| 5e                        | Adne van Engelen          | Pays-Bas                  | Roojai Online Insurance              | 15 pts                    |
| 6e                        | Sebastian Berwick         | Australie                 | Israel-Premier Tech                  | 14 pts                    |
| 7e                        | Lucas De Rossi            | France                    | China Glory Continental Cycling Team | 13 pts                    |
| 8e                        | Nils Sinschek             | Pays-Bas                  | À Bloc CT                            | 10 pts                    |
| 9e                        | Davide Baldaccini         | Italie                    | Team Corratec-Selle Italia           | 9 pts                     |
| 10e                       | Myagmarsuren Baasankhuu   | Mongolie                  | Mongolie                             | 7 pts                     |

| Classement de la montagne | Classement de la montagne | Classement de la montagne | Classement de la montagne            | Classement de la montagne |
| Coureur                   | Coureur                   | Pays                      | Équipe                               | Points                    |
| ------------------------- | ------------------------- | ------------------------- | ------------------------------------ | ------------------------- |
| 1er                       | Michał Pomorski           | Pologne                   | HRE Mazowsze Serce Polski            | 19 pts                    |
| 2e                        | Óscar Sevilla             | Espagne                   | Medellín-EPM                         | 18 pts                    |
| 3e                        | Wilmar Paredes            | Colombie                  | Medellín-EPM                         | 17 pts                    |
| 4e                        | Jelle Johannink           | Pays-Bas                  | À Bloc CT                            | 17 pts                    |
| 5e                        | Adne van Engelen          | Pays-Bas                  | Roojai Online Insurance              | 15 pts                    |
| 6e                        | Sebastian Berwick         | Australie                 | Israel-Premier Tech                  | 14 pts                    |
| 7e                        | Lucas De Rossi            | France                    | China Glory Continental Cycling Team | 13 pts                    |
| 8e                        | Nils Sinschek             | Pays-Bas                  | À Bloc CT                            | 10 pts                    |
| 9e                        | Davide Baldaccini         | Italie                    | Team Corratec-Selle Italia           | 9 pts                     |
| 10e                       | Myagmarsuren Baasankhuu   | Mongolie                  | Mongolie                             | 7 pts                     |

| Classement du meilleur asiatique | Classement du meilleur asiatique | Classement du meilleur asiatique | Classement du meilleur asiatique | Classement du meilleur asiatique |
|                                  | Coureur                          | Pays                             | Équipe                           | Temps                            |
| -------------------------------- | -------------------------------- | -------------------------------- | -------------------------------- | -------------------------------- |
| 1er                              | Li Boan                          | Chine                            | Bodywrap LTwoo                   | en 18 h 5 min 14 s               |
| 2e                               | Teng Geng                        | Chine                            | Chine                            | + 55 s                           |
| 3e                               | Gao Yongbing                     | Chine                            | Hengxiang                        | + 10 min 1 s                     |
| modifier                         |                                  |                                  |                                  |                                  |

## Évolution des classements
| Étape              | Vainqueur           | Classement général | Classement par points | Classement de la montagne | Classement du meilleur Asiatique |
| ------------------ | ------------------- | ------------------ | --------------------- | ------------------------- | -------------------------------- |
| 1                  | George Jackson      | George Jackson     | George Jackson        | Óscar Sevilla             | Harrif Salleh                    |
| 2                  | Sebastian Berwick   | Sebastian Berwick  | Valerio Conti         | Óscar Sevilla             | Li Boan                          |
| 3                  | James Piccoli       | Óscar Sevilla      | Óscar Sevilla         | Wilmar Paredes            | Li Boan                          |
| 4                  | Nicolas Dalla Valle | Óscar Sevilla      | Sebastian Berwick     | Michał Pomorski           | Li Boan                          |
| 5                  | Jesper Rasch        | Óscar Sevilla      | Nicolas Dalla Valle   | Michał Pomorski           | Li Boan                          |
| Classements finals | Classements finals  | Óscar Sevilla      | Nicolas Dalla Valle   | Michał Pomorski           | Li Boan                          |

## Liste des participants
| Chine CHN | Chine CHN      | Chine CHN |
| --------- | -------------- | --------- |
| Num       | Coureur        | Pos       |
| 1         | Hu Haijie      | AB-2      |
| 2         | Shen Yutao     | 94e       |
| 3         | Teng Geng      | 20e       |
| 4         | Sun Changsheng | 89e       |
| 5         | Lian Shuai     | 86e       |
| 6         | Fu Enqi        | AB-5      |

| China Glory Continental Cycling Team CGC | China Glory Continental Cycling Team CGC | China Glory Continental Cycling Team CGC |
| ---------------------------------------- | ---------------------------------------- | ---------------------------------------- |
| Num                                      | Coureur                                  | Pos                                      |
| 11                                       | James Piccoli (CAN)                      | 3e                                       |
| 12                                       | Lucas De Rossi (FRA)                     | 14e                                      |
| 13                                       | Julien Trarieux (FRA)                    | 6e                                       |
| 14                                       | Willie Smit (RSA)                        | 15e                                      |
| 15                                       | Liu Jiankun (CHN)                        | 69e                                      |
| 16                                       | Su Haoyu (CHN)                           | 38e                                      |

| Bolton Equities Black Spoke Pro Cycling BEB | Bolton Equities Black Spoke Pro Cycling BEB | Bolton Equities Black Spoke Pro Cycling BEB |
| ------------------------------------------- | ------------------------------------------- | ------------------------------------------- |
| Num                                         | Coureur                                     | Pos                                         |
| 21                                          | Tom Sexton (NZL)                            | 30e                                         |
| 22                                          | Luke Mudgway (NZL)                          | 35e                                         |
| 23                                          | Ethan Batt (NZL)                            | 102e                                        |
| 24                                          | George Jackson (NZL)                        | 31e                                         |
| 25                                          | Bailey O'Donnell (NZL)                      | 83e                                         |
| 26                                          | Keegan Hornblow (NZL)                       | 61e                                         |
| 27                                          | Josh Burnett (NZL)                          | 8e                                          |

| Team Corratec-Selle Italia COR | Team Corratec-Selle Italia COR | Team Corratec-Selle Italia COR |
| ------------------------------ | ------------------------------ | ------------------------------ |
| Num                            | Coureur                        | Pos                            |
| 31                             | Lorenzo Quartucci (ITA)        | 10e                            |
| 32                             | Davide Baldaccini (ITA)        | 11e                            |
| 33                             | Giulio Masotto (ITA)           | 74e                            |
| 34                             | Nicolas Dalla Valle (ITA)      | 40e                            |
| 35                             | Samuele Zambelli (ITA)         | 96e                            |
| 36                             | Marco Murgano (ITA)            | 57e                            |
| 37                             | Valerio Conti (ITA)            | 5e                             |

| Israel-Premier Tech IPT | Israel-Premier Tech IPT      | Israel-Premier Tech IPT |
| ----------------------- | ---------------------------- | ----------------------- |
| Num                     | Coureur                      | Pos                     |
| 41                      | Sebastian Berwick (AUS)      | 2e                      |
| 42                      | Itamar Einhorn (ISR) (route) | 90e                     |
| 43                      | Omer Goldstein (ISR)         | 25e                     |
| 44                      | Ben Hermans (BEL)            | 4e                      |
| 45                      | Mason Hollyman (GBR)         | 9e                      |
| 46                      | Taj Jones (AUS)              | AB-3                    |
| 47                      | Christopher Froome (GBR)     | 63e                     |

| Team Novo Nordisk TNN | Team Novo Nordisk TNN   | Team Novo Nordisk TNN |
| --------------------- | ----------------------- | --------------------- |
| Num                   | Coureur                 | Pos                   |
| 51                    | Hamish Beadle (NZL)     | 36e                   |
| 52                    | David Lozano (ESP)      | 13e                   |
| 53                    | Stephen Clancy (IRL)    | AB-4                  |
| 54                    | Gerd de Keijzer (NED)   | 99e                   |
| 55                    | Logan Phippen (USA)     | 91e                   |
| 56                    | Sam Brand (GBR)         | 28e                   |
| 57                    | Quinten De Graeve (BEL) | 66e                   |

| À Bloc CT ABC | À Bloc CT ABC          | À Bloc CT ABC |
| ------------- | ---------------------- | ------------- |
| Num           | Coureur                | Pos           |
| 61            | Jelle Johannink (NED)  | 53e           |
| 62            | Maxime Duba (NED)      | 93e           |
| 63            | Jesper Rasch (NED)     | 78e           |
| 64            | Nils Sinschek (NED)    | 22e           |
| 65            | Meindert Weulink (NED) | 16e           |
| 66            | Luuk Herben (NED)      | 60e           |
| 67            | Lars Loohuis (NED)     | 72e           |

| Bodywrap LTwoo Cycling Team BDR | Bodywrap LTwoo Cycling Team BDR | Bodywrap LTwoo Cycling Team BDR |
| ------------------------------- | ------------------------------- | ------------------------------- |
| Num                             | Coureur                         | Pos                             |
| 71                              | Cao Zhenlei (CHN)               | AB-4                            |
| 72                              | Fàn Yihua (CHN)                 | 50e                             |
| 73                              | Fu Zhèngháo (CHN)               | 51e                             |
| 74                              | Li Boan (CHN)                   | 18e                             |
| 75                              | Wang Mengjie (CHN)              | AB-5                            |
| 76                              | Yang Yiming (CHN)               | 100e                            |

| HRE Mazowsze Serce Polski MSP | HRE Mazowsze Serce Polski MSP | HRE Mazowsze Serce Polski MSP |
| ----------------------------- | ----------------------------- | ----------------------------- |
| Num                           | Coureur                       | Pos                           |
| 81                            | Norbert Banaszek (POL)        | 34e                           |
| 82                            | Marcin Budziński (POL)        | 19e                           |
| 83                            | Tomasz Budziński (POL)        | 26e                           |
| 84                            | Jakub Kaczmarek (POL)         | 41e                           |
| 85                            | Tobiasz Pawlak (POL)          | 73e                           |
| 86                            | Michał Pomorski (POL)         | 29e                           |
| 87                            | Adam Stachowiak (POL)         | AB-4                          |

| Hengxiang Cycling Team HEN | Hengxiang Cycling Team HEN | Hengxiang Cycling Team HEN |
| -------------------------- | -------------------------- | -------------------------- |
| Num                        | Coureur                    | Pos                        |
| 91                         | Hou Dongyi (CHN)           | AB-3                       |
| 92                         | Gao Yongbing (CHN)         | 32e                        |
| 93                         | Andris Vosekalns (LAT)     | 88e                        |
| 94                         | Māris Bogdanovičs (LAT)    | 45e                        |
| 95                         | Cristian Raileanu (ROU)    | 7e                         |

| Ljubljana Gusto Santic LGS | Ljubljana Gusto Santic LGS   | Ljubljana Gusto Santic LGS |
| -------------------------- | ---------------------------- | -------------------------- |
| Num                        | Coureur                      | Pos                        |
| 101                        | Natan Gregorčič (SLO)        | 59e                        |
| 102                        | Dylan Hopkins (AUS)          | 17e                        |
| 103                        | Jernej Hribar (SLO)          | AB-2                       |
| 104                        | Viktor Potočki (CRO) (route) | 27e                        |
| 105                        | Andrew Sampson (AUS)         | 46e                        |
| 106                        | Anže Skok (SLO)              | AB-2                       |
| 107                        | Dan Andrej Tomšič (SLO)      | AB-2                       |

| Li Ning Star LNS | Li Ning Star LNS     | Li Ning Star LNS |
| ---------------- | -------------------- | ---------------- |
| Num              | Coureur              | Pos              |
| 111              | Shao Junqi (CHN)     | 37e              |
| 112              | Zhi Hui Jiang (CHN)  | 101e             |
| 113              | Periklís Ilías (GRE) | 21e              |
| 114              | Roniel Campos (VEN)  | 55e              |
| 115              | Aleksey Shnyrko      | 77e              |
| 116              | Bai Lijun (CHN)      | 98e              |
| 117              | Li Luhao (CHN)       | 85e              |

| Pingtan International Tourism Island Cycling Team PIT | Pingtan International Tourism Island Cycling Team PIT | Pingtan International Tourism Island Cycling Team PIT |
| ----------------------------------------------------- | ----------------------------------------------------- | ----------------------------------------------------- |
| Num                                                   | Coureur                                               | Pos                                                   |
| 121                                                   | Li Honghai (CHN)                                      | 43e                                                   |
| 122                                                   | Li Tiancheng (CHN)                                    | 104e                                                  |
| 123                                                   | Yu Yuanfeng (CHN)                                     | AB-5                                                  |
| 124                                                   | Chen Yixin (CHN)                                      | 68e                                                   |
| 125                                                   | Roman Maikin                                          | 24e                                                   |
| 126                                                   | Li Shuai (CHN)                                        | 47e                                                   |

| Roojai Online Insurance ROI | Roojai Online Insurance ROI  | Roojai Online Insurance ROI |
| --------------------------- | ---------------------------- | --------------------------- |
| Num                         | Coureur                      | Pos                         |
| 131                         | Lucas Carstensen (GER)       | 70e                         |
| 132                         | Polychrónis Tzortzákis (GRE) | 62e                         |
| 133                         | Thanachat Yatan (THA)        | 58e                         |
| 134                         | Konstantin Fast              | AB-4                        |
| 135                         | Kongphob Thimachai (THA)     | 64e                         |
| 136                         | Adne van Engelen (NED)       | 12e                         |
| 137                         | Muhammadhanafee Kueji (THA)  | AB-3                        |

| St George Continental Cycling Team STG | St George Continental Cycling Team STG | St George Continental Cycling Team STG |
| -------------------------------------- | -------------------------------------- | -------------------------------------- |
| Num                                    | Coureur                                | Pos                                    |
| 141                                    | Matthew Rice (AUS)                     | 97e                                    |
| 142                                    | William Cooper (AUS)                   | 76e                                    |
| 143                                    | Aidan Buttigieg                        | AB-5                                   |
| 145                                    | Riley Fleming (AUS)                    | 67e                                    |
| 146                                    | Jackson Medway (AUS)                   | 71e                                    |
| 147                                    | Nick Kergozou (NZL)                    | 84e                                    |

| Medellín-EPM MED | Medellín-EPM MED     | Medellín-EPM MED |
| ---------------- | -------------------- | ---------------- |
| Num              | Coureur              | Pos              |
| 151              | Óscar Sevilla (ESP)  | 1er              |
| 152              | Brayan Sánchez (COL) | 48e              |
| 153              | Fabio Duarte (COL)   | 80e              |
| 154              | David Gonzalez (COL) | 42e              |
| 155              | Walter Vargas (COL)  | 75e              |
| 156              | Wilmar Paredes (COL) | 56e              |
| 157              | Danny Osorio (COL)   | AB-2             |

| Tianyoude Hotel Cycling Team TYD | Tianyoude Hotel Cycling Team TYD | Tianyoude Hotel Cycling Team TYD |
| -------------------------------- | -------------------------------- | -------------------------------- |
| Num                              | Coureur                          | Pos                              |
| 161                              | Guo Shourong (CHN)               | 81e                              |
| 162                              | Li Zisen (CHN)                   | 52e                              |
| 163                              | Yeisson Quetama (COL)            | 95e                              |
| 164                              | Yonathan Monsalve (VEN)          | 49e                              |
| 165                              | Saeid Safarzadeh (IRI) (route)   | NP-5                             |
| 166                              | Sun Hailin (CHN)                 | 103e                             |

| Terengganu Polygon Cycling Team TSG | Terengganu Polygon Cycling Team TSG      | Terengganu Polygon Cycling Team TSG |
| ----------------------------------- | ---------------------------------------- | ----------------------------------- |
| Num                                 | Coureur                                  | Pos                                 |
| 171                                 | Metkel Eyob (ERI)                        | 23e                                 |
| 172                                 | Jeroen Meijers (NED)                     | NP-2                                |
| 173                                 | Muhammad Shahmir Aiman Abdul Halim (MAS) | AB-3                                |
| 174                                 | Mohd Shahrul Mat Amin (MAS)              | 54e                                 |
| 175                                 | Harrif Salleh (MAS)                      | AB-3                                |
| 176                                 | Irwandie Lakasek (MAS)                   | AB-3                                |
| 177                                 | Wan Abdul Rahman Hamdan (MAS)            | AB-3                                |

| Wuzhishan Cycling Team WZS | Wuzhishan Cycling Team WZS | Wuzhishan Cycling Team WZS |
| -------------------------- | -------------------------- | -------------------------- |
| Num                        | Coureur                    | Pos                        |
| 181                        | Xu Kaixiong (CHN)          | AB-3                       |
| 182                        | Huang Wenbo (CHN)          | 87e                        |
| 183                        | Zheng Bowen (CHN)          | 44e                        |
| 184                        | Shi Jinggang (CHN)         | 92e                        |
| 185                        | Javier Sarda Perez (ESP)   | 33e                        |
| 186                        | Angus Miller (AUS)         | AB-3                       |
| 187                        | Oliver Anderson (AUS)      | 65e                        |

| Mongolie MGL | Mongolie MGL            | Mongolie MGL |
| ------------ | ----------------------- | ------------ |
| Num          | Coureur                 | Pos          |
| 191          | Enkhtaivan Bolor-Erdene | AB-2         |
| 192          | Myagmarsuren Baasankhuu | 39e          |
| 193          | Narankhuu Baterdene     | AB-3         |
| 194          | Batbaatar Batsambuu     | AB-3         |
| 195          | Davaajargal Altangerel  | 79e          |
| 196          | Temuulen Khadbaatar     | 82e          |

| Chine CHN | Chine CHN      | Chine CHN |
| --------- | -------------- | --------- |
| Num       | Coureur        | Pos       |
| 1         | Hu Haijie      | AB-2      |
| 2         | Shen Yutao     | 94e       |
| 3         | Teng Geng      | 20e       |
| 4         | Sun Changsheng | 89e       |
| 5         | Lian Shuai     | 86e       |
| 6         | Fu Enqi        | AB-5      |

| China Glory Continental Cycling Team CGC | China Glory Continental Cycling Team CGC | China Glory Continental Cycling Team CGC |
| ---------------------------------------- | ---------------------------------------- | ---------------------------------------- |
| Num                                      | Coureur                                  | Pos                                      |
| 11                                       | James Piccoli (CAN)                      | 3e                                       |
| 12                                       | Lucas De Rossi (FRA)                     | 14e                                      |
| 13                                       | Julien Trarieux (FRA)                    | 6e                                       |
| 14                                       | Willie Smit (RSA)                        | 15e                                      |
| 15                                       | Liu Jiankun (CHN)                        | 69e                                      |
| 16                                       | Su Haoyu (CHN)                           | 38e                                      |

| Bolton Equities Black Spoke Pro Cycling BEB | Bolton Equities Black Spoke Pro Cycling BEB | Bolton Equities Black Spoke Pro Cycling BEB |
| ------------------------------------------- | ------------------------------------------- | ------------------------------------------- |
| Num                                         | Coureur                                     | Pos                                         |
| 21                                          | Tom Sexton (NZL)                            | 30e                                         |
| 22                                          | Luke Mudgway (NZL)                          | 35e                                         |
| 23                                          | Ethan Batt (NZL)                            | 102e                                        |
| 24                                          | George Jackson (NZL)                        | 31e                                         |
| 25                                          | Bailey O'Donnell (NZL)                      | 83e                                         |
| 26                                          | Keegan Hornblow (NZL)                       | 61e                                         |
| 27                                          | Josh Burnett (NZL)                          | 8e                                          |

| Team Corratec-Selle Italia COR | Team Corratec-Selle Italia COR | Team Corratec-Selle Italia COR |
| ------------------------------ | ------------------------------ | ------------------------------ |
| Num                            | Coureur                        | Pos                            |
| 31                             | Lorenzo Quartucci (ITA)        | 10e                            |
| 32                             | Davide Baldaccini (ITA)        | 11e                            |
| 33                             | Giulio Masotto (ITA)           | 74e                            |
| 34                             | Nicolas Dalla Valle (ITA)      | 40e                            |
| 35                             | Samuele Zambelli (ITA)         | 96e                            |
| 36                             | Marco Murgano (ITA)            | 57e                            |
| 37                             | Valerio Conti (ITA)            | 5e                             |

| Israel-Premier Tech IPT | Israel-Premier Tech IPT      | Israel-Premier Tech IPT |
| ----------------------- | ---------------------------- | ----------------------- |
| Num                     | Coureur                      | Pos                     |
| 41                      | Sebastian Berwick (AUS)      | 2e                      |
| 42                      | Itamar Einhorn (ISR) (route) | 90e                     |
| 43                      | Omer Goldstein (ISR)         | 25e                     |
| 44                      | Ben Hermans (BEL)            | 4e                      |
| 45                      | Mason Hollyman (GBR)         | 9e                      |
| 46                      | Taj Jones (AUS)              | AB-3                    |
| 47                      | Christopher Froome (GBR)     | 63e                     |

| Team Novo Nordisk TNN | Team Novo Nordisk TNN   | Team Novo Nordisk TNN |
| --------------------- | ----------------------- | --------------------- |
| Num                   | Coureur                 | Pos                   |
| 51                    | Hamish Beadle (NZL)     | 36e                   |
| 52                    | David Lozano (ESP)      | 13e                   |
| 53                    | Stephen Clancy (IRL)    | AB-4                  |
| 54                    | Gerd de Keijzer (NED)   | 99e                   |
| 55                    | Logan Phippen (USA)     | 91e                   |
| 56                    | Sam Brand (GBR)         | 28e                   |
| 57                    | Quinten De Graeve (BEL) | 66e                   |

| À Bloc CT ABC | À Bloc CT ABC          | À Bloc CT ABC |
| ------------- | ---------------------- | ------------- |
| Num           | Coureur                | Pos           |
| 61            | Jelle Johannink (NED)  | 53e           |
| 62            | Maxime Duba (NED)      | 93e           |
| 63            | Jesper Rasch (NED)     | 78e           |
| 64            | Nils Sinschek (NED)    | 22e           |
| 65            | Meindert Weulink (NED) | 16e           |
| 66            | Luuk Herben (NED)      | 60e           |
| 67            | Lars Loohuis (NED)     | 72e           |

| Bodywrap LTwoo Cycling Team BDR | Bodywrap LTwoo Cycling Team BDR | Bodywrap LTwoo Cycling Team BDR |
| ------------------------------- | ------------------------------- | ------------------------------- |
| Num                             | Coureur                         | Pos                             |
| 71                              | Cao Zhenlei (CHN)               | AB-4                            |
| 72                              | Fàn Yihua (CHN)                 | 50e                             |
| 73                              | Fu Zhèngháo (CHN)               | 51e                             |
| 74                              | Li Boan (CHN)                   | 18e                             |
| 75                              | Wang Mengjie (CHN)              | AB-5                            |
| 76                              | Yang Yiming (CHN)               | 100e                            |

| HRE Mazowsze Serce Polski MSP | HRE Mazowsze Serce Polski MSP | HRE Mazowsze Serce Polski MSP |
| ----------------------------- | ----------------------------- | ----------------------------- |
| Num                           | Coureur                       | Pos                           |
| 81                            | Norbert Banaszek (POL)        | 34e                           |
| 82                            | Marcin Budziński (POL)        | 19e                           |
| 83                            | Tomasz Budziński (POL)        | 26e                           |
| 84                            | Jakub Kaczmarek (POL)         | 41e                           |
| 85                            | Tobiasz Pawlak (POL)          | 73e                           |
| 86                            | Michał Pomorski (POL)         | 29e                           |
| 87                            | Adam Stachowiak (POL)         | AB-4                          |

| Hengxiang Cycling Team HEN | Hengxiang Cycling Team HEN | Hengxiang Cycling Team HEN |
| -------------------------- | -------------------------- | -------------------------- |
| Num                        | Coureur                    | Pos                        |
| 91                         | Hou Dongyi (CHN)           | AB-3                       |
| 92                         | Gao Yongbing (CHN)         | 32e                        |
| 93                         | Andris Vosekalns (LAT)     | 88e                        |
| 94                         | Māris Bogdanovičs (LAT)    | 45e                        |
| 95                         | Cristian Raileanu (ROU)    | 7e                         |

| Ljubljana Gusto Santic LGS | Ljubljana Gusto Santic LGS   | Ljubljana Gusto Santic LGS |
| -------------------------- | ---------------------------- | -------------------------- |
| Num                        | Coureur                      | Pos                        |
| 101                        | Natan Gregorčič (SLO)        | 59e                        |
| 102                        | Dylan Hopkins (AUS)          | 17e                        |
| 103                        | Jernej Hribar (SLO)          | AB-2                       |
| 104                        | Viktor Potočki (CRO) (route) | 27e                        |
| 105                        | Andrew Sampson (AUS)         | 46e                        |
| 106                        | Anže Skok (SLO)              | AB-2                       |
| 107                        | Dan Andrej Tomšič (SLO)      | AB-2                       |

| Li Ning Star LNS | Li Ning Star LNS     | Li Ning Star LNS |
| ---------------- | -------------------- | ---------------- |
| Num              | Coureur              | Pos              |
| 111              | Shao Junqi (CHN)     | 37e              |
| 112              | Zhi Hui Jiang (CHN)  | 101e             |
| 113              | Periklís Ilías (GRE) | 21e              |
| 114              | Roniel Campos (VEN)  | 55e              |
| 115              | Aleksey Shnyrko      | 77e              |
| 116              | Bai Lijun (CHN)      | 98e              |
| 117              | Li Luhao (CHN)       | 85e              |

| Pingtan International Tourism Island Cycling Team PIT | Pingtan International Tourism Island Cycling Team PIT | Pingtan International Tourism Island Cycling Team PIT |
| ----------------------------------------------------- | ----------------------------------------------------- | ----------------------------------------------------- |
| Num                                                   | Coureur                                               | Pos                                                   |
| 121                                                   | Li Honghai (CHN)                                      | 43e                                                   |
| 122                                                   | Li Tiancheng (CHN)                                    | 104e                                                  |
| 123                                                   | Yu Yuanfeng (CHN)                                     | AB-5                                                  |
| 124                                                   | Chen Yixin (CHN)                                      | 68e                                                   |
| 125                                                   | Roman Maikin                                          | 24e                                                   |
| 126                                                   | Li Shuai (CHN)                                        | 47e                                                   |

| Roojai Online Insurance ROI | Roojai Online Insurance ROI  | Roojai Online Insurance ROI |
| --------------------------- | ---------------------------- | --------------------------- |
| Num                         | Coureur                      | Pos                         |
| 131                         | Lucas Carstensen (GER)       | 70e                         |
| 132                         | Polychrónis Tzortzákis (GRE) | 62e                         |
| 133                         | Thanachat Yatan (THA)        | 58e                         |
| 134                         | Konstantin Fast              | AB-4                        |
| 135                         | Kongphob Thimachai (THA)     | 64e                         |
| 136                         | Adne van Engelen (NED)       | 12e                         |
| 137                         | Muhammadhanafee Kueji (THA)  | AB-3                        |

| St George Continental Cycling Team STG | St George Continental Cycling Team STG | St George Continental Cycling Team STG |
| -------------------------------------- | -------------------------------------- | -------------------------------------- |
| Num                                    | Coureur                                | Pos                                    |
| 141                                    | Matthew Rice (AUS)                     | 97e                                    |
| 142                                    | William Cooper (AUS)                   | 76e                                    |
| 143                                    | Aidan Buttigieg                        | AB-5                                   |
| 145                                    | Riley Fleming (AUS)                    | 67e                                    |
| 146                                    | Jackson Medway (AUS)                   | 71e                                    |
| 147                                    | Nick Kergozou (NZL)                    | 84e                                    |

| Medellín-EPM MED | Medellín-EPM MED     | Medellín-EPM MED |
| ---------------- | -------------------- | ---------------- |
| Num              | Coureur              | Pos              |
| 151              | Óscar Sevilla (ESP)  | 1er              |
| 152              | Brayan Sánchez (COL) | 48e              |
| 153              | Fabio Duarte (COL)   | 80e              |
| 154              | David Gonzalez (COL) | 42e              |
| 155              | Walter Vargas (COL)  | 75e              |
| 156              | Wilmar Paredes (COL) | 56e              |
| 157              | Danny Osorio (COL)   | AB-2             |

| Tianyoude Hotel Cycling Team TYD | Tianyoude Hotel Cycling Team TYD | Tianyoude Hotel Cycling Team TYD |
| -------------------------------- | -------------------------------- | -------------------------------- |
| Num                              | Coureur                          | Pos                              |
| 161                              | Guo Shourong (CHN)               | 81e                              |
| 162                              | Li Zisen (CHN)                   | 52e                              |
| 163                              | Yeisson Quetama (COL)            | 95e                              |
| 164                              | Yonathan Monsalve (VEN)          | 49e                              |
| 165                              | Saeid Safarzadeh (IRI) (route)   | NP-5                             |
| 166                              | Sun Hailin (CHN)                 | 103e                             |

| Terengganu Polygon Cycling Team TSG | Terengganu Polygon Cycling Team TSG      | Terengganu Polygon Cycling Team TSG |
| ----------------------------------- | ---------------------------------------- | ----------------------------------- |
| Num                                 | Coureur                                  | Pos                                 |
| 171                                 | Metkel Eyob (ERI)                        | 23e                                 |
| 172                                 | Jeroen Meijers (NED)                     | NP-2                                |
| 173                                 | Muhammad Shahmir Aiman Abdul Halim (MAS) | AB-3                                |
| 174                                 | Mohd Shahrul Mat Amin (MAS)              | 54e                                 |
| 175                                 | Harrif Salleh (MAS)                      | AB-3                                |
| 176                                 | Irwandie Lakasek (MAS)                   | AB-3                                |
| 177                                 | Wan Abdul Rahman Hamdan (MAS)            | AB-3                                |

| Wuzhishan Cycling Team WZS | Wuzhishan Cycling Team WZS | Wuzhishan Cycling Team WZS |
| -------------------------- | -------------------------- | -------------------------- |
| Num                        | Coureur                    | Pos                        |
| 181                        | Xu Kaixiong (CHN)          | AB-3                       |
| 182                        | Huang Wenbo (CHN)          | 87e                        |
| 183                        | Zheng Bowen (CHN)          | 44e                        |
| 184                        | Shi Jinggang (CHN)         | 92e                        |
| 185                        | Javier Sarda Perez (ESP)   | 33e                        |
| 186                        | Angus Miller (AUS)         | AB-3                       |
| 187                        | Oliver Anderson (AUS)      | 65e                        |

| Mongolie MGL | Mongolie MGL            | Mongolie MGL |
| ------------ | ----------------------- | ------------ |
| Num          | Coureur                 | Pos          |
| 191          | Enkhtaivan Bolor-Erdene | AB-2         |
| 192          | Myagmarsuren Baasankhuu | 39e          |
| 193          | Narankhuu Baterdene     | AB-3         |
| 194          | Batbaatar Batsambuu     | AB-3         |
| 195          | Davaajargal Altangerel  | 79e          |
| 196          | Temuulen Khadbaatar     | 82e          |